# 蛤仔蘭三十六社
葛瑪蘭，又作蛤仔蘭或蛤仔難，荷蘭時期稱為「卡貝蘭灣」（Bay of Kabelang），是荷蘭當局歸納的十一個地區之一，根據記載一共有72社。清朝文書稱之為蛤仔蘭三十六社或蛤仔難三十六社，是台灣清治時期文獻對分布於蘭陽平原上的噶瑪蘭族村社的統稱，被歸類為「山後生番」。事實上，蘭陽平原上的村社數目存在超過六、七十個以上。滿清文獻《噶瑪闌志略》中又將噶瑪蘭分為東勢十六社和西勢十八社。

## 歷史

### 大航海時代
西班牙人佔領北部之後，在其文獻中，被稱為「Cabaran」，而後在荷蘭文獻中，蛤仔蘭被稱為「卡貝蘭灣」，共計有72社，被歸在淡水地方會議區內，雙方維持良好外交關係。該地各有法律，和平相處。荷蘭人無法征服這個地域，只能與之和平並立相處，從事各種商業貿易和奴隸販賣等。

### 漢人侵墾
1768年，漳州人林漢生率眾進入宜蘭平原開墾，侵略葛瑪蘭領土，因此旋遭葛瑪蘭聯軍抵禦，拓墾失敗。
1773年，吳沙渡海來台，於淡水上岸，後移居三貂，與葛瑪蘭從事貿易活動，培養信任，雙方關係良好。1776年，林元旻由烏石港北邊的河流上溯，成功入墾淇武蘭〈今日礁溪鄉〉，為漢人入墾蘭陽平原最早者。事隔11年（1787年），吳沙自組拓墾墾號，帶領200移民進入葛瑪蘭，往宜蘭平原開發。在葛瑪蘭傳統狩獵的地方進行試探性開墾，彼此相安無事，是為宜蘭拓墾之始。
1796年，吳沙見時機成熟，便率領鄉勇、遊民、通譯等千餘人攻佔烏石港，遭到葛瑪蘭反擊抵禦，死傷慘重，連吳沙之弟吳立亦陣亡，吳沙於是率眾退回三貂角。隔年，葛瑪蘭流行天花，病死甚眾。吳沙諳漢方，乃主動醫治原住民，終得葛瑪蘭信任，經與葛瑪蘭申請同意後入蘭開墾。不料，吳沙率眾人乘機入侵宜蘭頭城地區，文武兼用，以漳州移民為主力，配上泉州人和客家族群，以十數人為一結、集合數十結人群為一圍等形式，陸續開發頭圍、二圍、三圍地區，最終佔領宜蘭。宜蘭縣志記載：『惟當時吳(沙)使用火器甚猛，平埔族終於不敵潰走，撤至西勢之哆囉美遠、珍仔滿力、辛仔罕三社為後圖，吳乘勢侵入，沿途無敵，遂入頭圍。』
漢人入侵葛瑪蘭，早期是以武力做後盾，後來逐漸利用兵不血刃的方式，以土地買賣、貨物交易等方式取得土地所有權；之後又因熟悉噶瑪蘭的生活習慣方式，利用其風俗上的弱點巧取土地。噶瑪蘭人厭惡被屍體汙染過的地方，他們稱這樣地方為Malin(馬鄰)或Baisin(百幸)，意指有惡靈出沒的不潔之地，因此會放棄而他遷。漢人就利用噶瑪蘭人的這種習性，故意汙染土地進而巧取。最終，葛瑪蘭勢力一步步衰亡。

### 滅亡
嘉慶十五年（1810年），閩浙總督方維甸因漳泉械鬥而來臺巡視時，在漢人何繪的斡旋下，噶瑪蘭頭目包阿里於艋舺上呈戶口清冊，方維甸遂上奏摺請求「設官經理」，並派臺灣府知府楊廷理與巡檢胡桂前往勘察，初委候補知府楊廷理籌辦設治事宜，1812年二月始正式核定設廳，楊廷理選定五圍建城，設噶瑪蘭廳於五圍（今宜蘭市），葛瑪蘭正式滅亡，宜蘭地區進入清領時期。
此時的噶瑪蘭人已經被逼到山邊或水涯，處於前有漢人，後有泰雅族的危及狀況，於是部分族人選擇遠離故鄉，往南方的奇萊平原遷移。噶瑪蘭族南遷花蓮並且建立部落。噶瑪蘭族人在新城地區聚居成了加禮宛、竹仔林、武暖、瑤歌、七結仔、談仔秉六個部落，加禮宛成為頭領的大社

## 行政區劃
在1788年的《乾隆臺灣輿圖》中，記錄有「哈仔蘭內有三十六社，漢人貿易由社船。南風入，北風起則回。」的記載，並列載三十六社
- 礁巴辛也社
- 觸龜挩社
- 佳笠宛社
- 奇武留社
- 污泥滑社
- 陳炉女簡社
- 猴猴社
- 猫務武演社
- 削骨削骨社

- 武罕武罕社
- 礁朥密社
- 丕仔丕仔社
- 安仔猫尼社
- 巴老鬱社
- 街仔難懶社
- 辛也知懶社
- 況美閣社
- 脾厘社

- 奇立板社
- 礁朥社
- 八陳雷社
- 辛仔朥罕社
- 須老員社
- 奇武煖社
- 辛仔罕社
- 抵蜜抵蜜社
- 麻里礁轆社

- 奇踏踏社
- 礁仔籠岸社
- 奇美立社
- 八知美買驛社
- 八知美簡社
- 宇馬氏社
- 朥援丹社
- 奇班女懶社
- 奇美立社

## 外部連結
- 蛤仔蘭三十六社(1)－鯤鯷工作室 （页面存档备份，存于）